# Annie Lowe
Annie Lowe, född 1834, död 1910, var en australiensisk kvinnorättsaktivist.
Hon var en av ledande figurerna i den lokala rösträttsrörelsen i Victoria. Hon grundade tillsammans med Henriette Dugdale 1884 Australiens första rösträttsförening, Victorian Women's Suffrage Society.  